# 한림대학교 성심병원
한림대학교성심병원은 경기도 안양시 동안구 관평로170번길 22에 위치한 상급 종합 병원이다.

## 연혁
- 1998년 11월 11일 병원 건물 준공
- 1998년 12월 17일 의료기관 개설 허가 (125실, 550병상)
- 1999년 1월 25일 진료 개시
- 1999년 3월 6일 개원식
- 1999년 6월 24일 별관 준공
- 2001년 12월 24일 제2별관 준공
- 2004년 12월 1일 제3별관 준공
- 2009년 1월 1일 상급종합병원(3차의료기관) 승격